# Cotoletta alla milanese

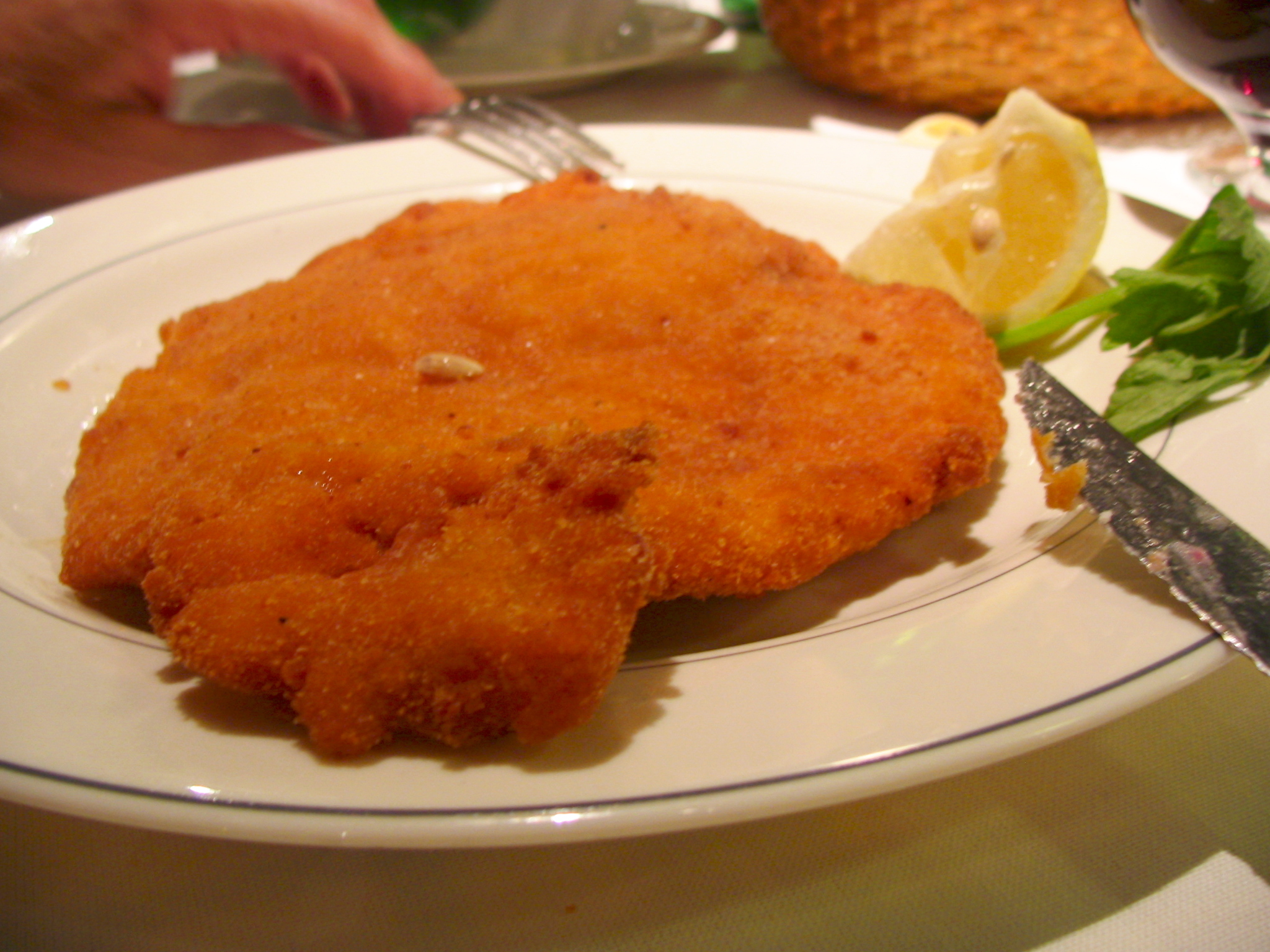
Cotoletta alla milanese

Cotoletta alla milanese (manchmal auch Costoletta alla milanese), das Mailänder Kotelett, ist ein paniertes und gebratenes Kotelett aus Kalbfleisch. Es gehört zu den Spezialitäten der italienischen bzw. Mailänder Küche und gilt als mögliches Vorbild des Wiener Schnitzels, was jedoch nicht belegt ist. Der Überlieferung nach soll es eine Nachahmung der im Mittelalter in wohlhabenden Kreisen beliebten vergoldeten Gerichte sein.
Cotoletta alla milanese wird ähnlich zubereitet wie Wiener Schnitzel, jedoch werden beim Cotoletta Kalbskoteletts von 3 bis 4 cm Dicke mit Knochen oder entbeint verwendet. Sie werden zuerst in geschlagenem Ei und frisch geriebenem Paniermehl gewendet und die Panierung mit den Händen angedrückt. Dann werden sie in Butter oder Butterschmalz goldgelb gebraten und bei geringer Hitze zu Ende gegart. Erst dann wird gesalzen. Serviert werden sie mit Zitrone, Bratkartoffeln oder Salat. In einigen Rezepten wird dem Ei oder auch dem Paniermehl geriebener Parmesan hinzugefügt, womit an ursprüngliche Rezepte aus dem 19. Jahrhundert angeknüpft wird.